# Главное политическое управление Войска Польского
Главное политическое управление Войска Польского (пол. Główny Zarząd Polityczno-Wychowawczy Wojska Polskiego, Główny Zarząd Polityczny Wojska Polskiego) — партийное (Польская рабочая партия, Польская объединённая рабочая партия) управление Войска Польского.

## Руководство

### Начальники
- Виктор Грош — сентябрь 1944 — август 1945
- Пётр Ярошевич — август-декабрь 1945
- Конрад Светлик — декабрь 1945 — ноябрь 1946
- Януш Зажицкий — ноябрь 1946 — декабрь 1947
- Эугениуш Кушко — декабрь 1947 — октябрь 1948
- Мечислав Вангровский — октябрь 1948 — ноябрь 1949
- Эдвард Охаб — ноябрь 1949 — июнь 1950
- Мариан Нашковский — июнь 1950 — октябрь 1952
- Казимеж Виташевский — октябрь 1952 — октябрь 1956
- Мариан Спыхальский — октябрь — ноябрь 1956
- Януш Зажицкий — ноябрь 1956 — июнь 1960
- Войцех Ярузельский — июнь 1960 — февраль 1965
- Юзеф Урбанович — февраль 1965 — март 1971
- Ян Чапля — март 1971 — июнь 1972
- Влодзимеж Савчук — июнь 1972 — май 1980
- Юзеф Барыла — май 1980 — январь 1986
- Тадеуш Шацило — январь 1986 — декабрь 1989

### Первые заместители
- Ян Чапля — 1965—1971
- Мечислав Грудзень — 1971—1972
- Юзеф Барыла — 1972—1980
- Генрик Кочара — 1980—1983
- Тадеуш Шацило — 1983—1986
- Людвик Дутковский — 1986—1989